# Jóhannes á Borg

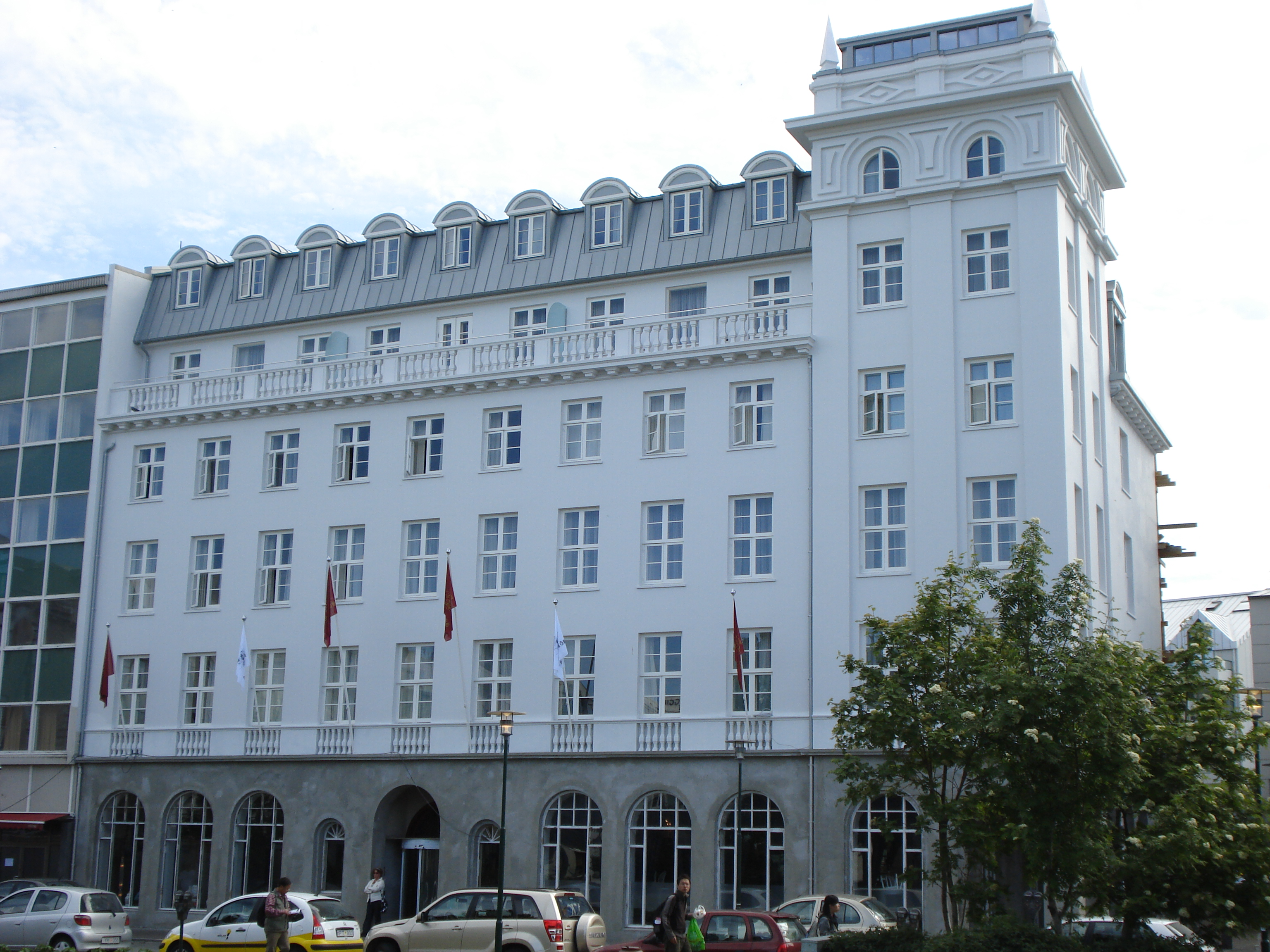
Hótel Borg in Reykjavík

Jóhannes á Borg (* 27. Juli 1883 in Akureyri als Jóhannes Jósefsson; † 5. Oktober 1968 in Reykjavík) war ein isländischer Ringer, Zirkuskünstler und Hotelier.

## Biografie
Jóhannes Jósefsson studierte in Norwegen Handel und war der erste isländische Olympiateilnehmer in der Geschichte. Er nahm an den Sommerspielen 1908 in London teil. Er trat im griechisch-römischen Stil des Mittelgewichts an, wo er den vierten Platz belegte. Zudem demonstrierte Jósefsson, der 1907 und 1908 isländischer Meister im Glíma wurde, diese Sportart am letzten Tag der Wettkämpfe im White City Stadium dem Publikum.
Anschließend tourte er auch durch verschiedene andere Länder in Europa und sogar Nordamerika. Dort trat er hauptsächlich im Varieté und mit dem Ringling Bros. and Barnum & Bailey Circus auf und kämpfte zur Schau gegen Boxer, Messerkämpfer, Indianer, japanische Jiu-Jitsu-Kämpfer. Als vermögender Mann kehrte er in den 1920er Jahren nach Island zurück. Er ließ vom Architekten Guðjón Samúelsson das luxuriöse Hótel Borg in Reykjavík errichten, das 1930 eröffnet wurde, und nahm fortan den Namen Jóhannes á Borg an. Er leitete das Hotel 30 Jahre lang, bevor er in den Ruhestand ging.